# Flood (album de Boris)
Pour les articles homonymes, voir Flood.
 (avril 2018).
Si vous disposez d'ouvrages ou d'articles de référence ou si vous connaissez des sites web de qualité traitant du thème abordé ici, merci de compléter l'article en donnant les références utiles à sa vérifiabilité et en les liant à la section « Notes et références ».
Albums de Boris
Amplifier Worship
(1998) Heavy Rocks
(2002)
Flood est le troisième album studio du groupe de musique expérimentale japonais Boris, sorti en décembre 2000.
L'album est joué dans son intégralité tous les soirs de la tournée Residency Tour de 2013 aux États-Unis.

## Présentation
Tout comme le précédent album Absolutego, Flood ne comprend qu'une piste de 70 min 32 s, composée de quatre parties correspondant chacune à un mouvement.
Le premier mouvement est un riff de guitare joué à plusieurs reprises par Wata. Quelques minutes plus tard dans le mouvement, une vague de roulements de tambour se fait entendre, donnant l'impression que de l'eau arrive.
Le deuxième commence avec une intro à la batterie jouée par Atsuo, seul, avant que Wata ne vienne l'accompagner. Le tempo de cette section est très lent et donne un sens de relaxation à l'auditeur, ce qui fait de cette section une sorte de ballade mélodique.
Le troisième continue avec le mème riff avant que Takeshi ne chante avec une voix plus calme. Le riff est joué à plusieurs reprises avant que la vague de roulements de tambour du premier mouvement ne commence avec une section stoner rock avec un chant calme.
Le quatrième et dernier mouvement est le mème riff que le précédent, mais qui est en train de disparaître en fondu avec, à la fin du mouvement, un bruit de gong.

## Liste des titres
Toutes les paroles sont écrites par Takeshi.
| No | Titre    | Durée |
| -- | -------- | ----- |
| 1. | Flood    | 70:32 |
|    | * Part 1 | 14:42 |
|    | * Part 2 | 13:35 |
|    | * Part 3 | 20:38 |
|    | * Part 4 | 21:35 |

## Crédits

### Membres du groupe
- Takeshi : guitare, basse, chant
- Atsuo : batterie, gong, chœurs
- Wata : guitare, effets sonores, Orange Amplifier

### Équipes technique et production
- Production : Boris
- Producteur délégué : Hiroshi Okura
- Ingénierie : Tetsuya "Cherry" Tochigi
- Ingénierie (assistant) : Hiroyasu Tahira, Miyuki Kobayashi
- Mastering : Shuji Kitamura
- Photographie : Eri Shibata
- Artwork : Fangs Anal Satan
- Coordination : Masashi Tsukahara
- A&R : Toshiaki Shimizu